# 144ª Divisione fucilieri motorizzata delle guardie "El'nja"
La 144ª Divisione fucilieri motorizzata delle guardie "El'nja" (in russo 144-я гвардейская мотострелковая Ельнинская дивизия?, 144-ja gvardejskaja motostrelkovaja El'ninskaja divizija, unità militare 23060) è un'unità di fanteria meccanizzata delle Forze terrestri russe, subordinata alla 20ª Armata combinata delle guardie del Distretto militare di Mosca e con base a El'nja.

## Storia

### Unione Sovietica
L'unità venne creata il 25 maggio 1922 come 32ª Divisione fucilieri "Saratov" presso l'omonima città. Nel marzo 1934 fu trasferita in Estremo Oriente, nel Territorio del Litorale. Nell'agosto del 1938, come parte del 39º Corpo fucilieri, prese parte alla battaglia del lago Chasan contro l'Esercito imperiale giapponese, venendo insignita per questa azione dell'Ordine della Bandiera rossa il 25 ottobre dello stesso anno.
L'11 settembre 1941, in seguito allo scoppio dell'Operazione Barbarossa, la divisione venne trasferita a Volchov e assegnata al Fronte di Leningrado. Successivamente venne spostata a difesa di Mosca come parte della 5ª Armata, entrando in azione per la prima volta presso Možajsk il 12 ottobre, dove si scontrò con la 10. Panzer-Division e la 2. SS-Panzer-Division "Das Reich" e fu costretta a ritirarsi attraversando il fiume Ruza. Combatté in particolare sul campo di Borodino, luogo della celebre battaglia fra Napoleone e Kutuzov del 1812, venendo per questo citata nel diario del maresciallo Žukov. Il 27 ottobre venne spostata sul fianco sinistro della 5ª Armata, presso la congiunzione con la 33ª Armata lungo il fiume Nara. Qui il 1 dicembre le truppe tedesche sfondarono il fianco destro della 33ª Armata, e la divisione fu tempestivamente dispiegata per evitare l'accerchiamento, fermando l'avanzata nemica a Kubinka. Nel gennaio 1942 l'Armata Rossa passò alla controffensiva, e la divisione sfondò la prima linea tedesca riconquistando Možajsk e avvicinandosi all'area fortificata di Gžatsk. Durante le battaglie per la conquista, poi fallita, di questo caposaldo della linea difensiva nemica, il 18 febbraio venne ucciso in azione il comandante della divisione, colonnello Viktor Polosuchin. Per i suoi meriti dimostrati durante la battaglia di Mosca venne promossa a unità delle guardie il 24 maggio 1942, diventando la 29ª Divisione fucilieri delle guardie.
Nella primavera del 1943 prese parte all'eliminazione del saliente di Ržev, dal quale le unità tedesche furono costrette a ritirarsi, subendo però numerose perdite a causa della mancanza di coordinamento e comunicazione fra i reparti. Ad agosto la divisione liberò la città di El'nja, alla quale venne successivamente intitolata, avanzando poi in direzione di Orša. Nel febbraio 1944 attraversò il fiume Velikaja, difendendo la testa di ponte ottenuta sulla riva destra. A giugno fu trasformata in una divisione motorizzata, venendo rinforzata da un reggimento corazzato equipaggiato con carri Valentine. Riassegnata al 2º Fronte baltico, partecipò alle offensive in Lettonia liberando le città di Opočka, Rēzekne e Daugavpils. Il 16 ottobre 1944 fu la prima divisione sovietica ad entrare a Riga, venendo per questo insignita dell'Ordine di Suvorov il 3 novembre successivo. Nel 1945 combatté contro le unità tedesche della sacca di Curlandia.
Dopo la fine della seconda guerra mondiale rimase di stanza a Rakvere, e nel 1946 venne riorganizzata nella 36ª Divisione meccanizzata delle guardie, prima di diventare la 36ª Divisione fucilieri motorizzata delle guardie  il 26 giugno 1957. Il 23 maggio 1960 venne rinominata 8ª Divisione fucilieri motorizzata delle guardie "Rēzekne-Maggior generale I.V. Panfilov" (unità militare 20636), ereditando le tradizioni e le onorificenze dell'omonima divisione sciolta due mesi prima presso Haapsalu.
Nel 1967 la divisione venne trasferita a Frunze, nella RSS Kirghisa, ma ne venne distaccato il 254º Reggimento, a partire dal quale a Tallinn fu creata l'attuale 144ª Divisione fucilieri motorizzata delle guardie (unità militare 22238), che ereditò i titoli della 36ª Divisione sciolta in precedenza.

### Federazione Russa
Dopo il crollo dell'Unione Sovietica la divisione è stata ritirata a El'nja, e nel 1993 riorganizzata come 4944ª Base per lo stoccaggio di armi ed equipaggiamento delle guardie (unità militare 21555). L'unità venne definitivamente sciolta nel 2007. Nel 2016 la 144ª Divisione è stata riattivata come parte della 20ª Armata combinata delle guardie. Nel 2018 per decreto del presidente russo Putin ha ereditato il lignaggio della 29ª Divisione fucilieri delle guardie e delle sue succeditrici.
Nel 2022 è stata impiegata durante l'invasione russa dell'Ucraina, entrando nel paese dall'oblast' di Kursk e puntando in direzione di Charkiv, operando insieme alla 138ª Brigata fucilieri motorizzata delle guardie. La divisione ha subito pesanti perdite nel corso della battaglia per la città, con il 488º Reggimento che è stato quasi completamente distrutto già il 12 marzo, e il 59º Reggimento corazzato che è stato gravemente danneggiato nei sobborghi di Charkiv entro il 24 marzo, dove è rimasto ucciso anche il comandante, colonnello Aleksandr Bespalov. Alla fine di marzo i resti dell'unità sono stati impiegati in direzione di Izjum, scontrandosi con la 92ª Brigata meccanizzata ucraina nell'area di Barvinkove. Il 24 giugno è stato ucciso da un bombardamento ucraino il capo di stato maggiore del 59º Reggimento, tenente colonnello Egor Melešenko. Il 29 luglio il 488º Reggimento è stato insignito del titolo di unità delle guardie.
Dopo aver ricevuto i rincalzi la divisione è stata nuovamente schierata al fronte in occasione della controffensiva ucraina nella regione di Charkiv di settembre, formando una linea difensiva lungo il fiume Oskol, ma dopo il collasso della 1ª Armata corazzata delle guardie e la conseguente ritirata a est del fiume la divisione non è riuscita a mantenere le posizioni ed è stata costretta a ripiegare. Alcuni reparti sono stati circondati presso Lyman, dove hanno abbandonato i mezzi e l'equipaggiamento pesante. Il 23 settembre 2022 il comandante della divisione, maggior generale Oleg Cokov, che successivamente sarebbe stato promosso a vice comandante del Distretto militare meridionale e ucciso da un attacco missilistico ucraino con Storm Shadow l'11 luglio 2023, è stato ferito ed evacuato a Svatove. Nel corso di queste operazioni la divisione è stata in gran parte distrutta, ed è stata nuovamente riportata in operatività in grazie alle reclute ricevute in seguito alla mobilitazione ordinata in Russia alla fine di settembre 2022, integrando il personale proveniente dal 1428º Reggimento fucilieri motorizzato (unità militare 95368), costituito nell'oblast' di Leningrado.
Nei mesi successivi la divisione è rimasta schierata nell'area di Kreminna, conducendo contrattacchi locali durante l'inverno ma senza ottenere successi apprezzabili. Fra gennaio e aprile 2023 tutti e tre i suoi reggimenti di manovra sono stati largamente impegnati, insieme a due della 3ª Divisione fucilieri motorizzata, in operazioni offensive, risultando quindi pesantemente degradati. Il 25 maggio è stato ucciso, secondo alcune testimonianze avvelenato da partigiani ucraini, il comandante del 148º Battaglione ricognizione, tenente colonnello Vladimir Aseev. A giugno un'unità della divisione è stata fatta schierare in attesa del comandante della 20ª Armata, venendo individuata dagli ucraini e colpita con gli HIMARS. I blogger militari russi hanno stimato perdite per circa 100 morti e 100 feriti, lamentandosi dell'elevato numero di vittime a causa della "stupidità criminale" del comandante di divisione. Fra aprile e giugno 2023 è stato costituito, grazie alla campagna di reclutamento annuale, il terzo reggimento di linea della divisione, ossia il 283º Reggimento fucilieri motorizzato. Composto perlopiù da ultraquarantenni in cattive condizioni fisiche, è stato addestrato nell'oblast' di Voronež e in Bielorussia, prima di essere schierato in direzione di Lyman e Kup"jans'k a partire da luglio. Inoltre la divisione ha integrato il 359º Reggimento fucilieri motorizzato (unità militare 11094), costituito dai coscritti di Smolensk, mentre il 254º Reggimento è stato rinforzato dal 1660º Battaglione fucilieri "Prikamye" (unità militare 69448), formato da volontari nel Territorio di Perm'.
Nei primi mesi del 2024 la divisione è tornata all'offensiva, impiegando i suoi reggimenti in direzione del villaggio di Terny insieme al 252º Reggimento della 3ª Divisione e scontrandosi con la 21ª Brigata meccanizzata ucraina. Durante questi combattimenti, rispettivamente il 14 febbraio, il 22 e il 30 marzo sono morti in azione il comandante del 1º Battaglione del 488º Reggimento, un comandante e un capo di stato maggiore di battaglione del 359º Reggimento e il vice comandante del 59º Reggimento corazzato, maggiori Amadu Ekčebeev, Aleksandr Mirošničenko, Aleksandr Jakimenko e Sergej Borsuk. Altri elementi della divisione ad aprile hanno tentato di attaccare anche i villaggi di Tors'ke e Jampolivka. All'inizio di maggio il grosso della divisione è stato impegnato in combattimento a ovest di Kreminna, schierando elementi di tutti e quattro i suoi reggimenti di manovra. A partire dal 18 giugno la 3ª e la 144ª Divisione hanno dato il via a un'importante serie di attacchi a sudovest di Svatove, con l'obiettivo di raggiungere il confine dell'oblast' di Luhans'k, contro le posizioni difese dalla 3ª Brigata d'assalto. Secondo i rapporti di Aleksej Žiljaev, un medico militare disertore della divisione, nel corso dell'invasione la formazione avrebbe perso più di 13.000 soldati tra morti e feriti.
All'inizio di agosto il 488º Reggimento della divisione, che si trovava nell'area di Voronež per essere ricostituito, è stato rapidamente schierato nell'oblast' di Kursk per contrastare l'offensiva ucraina in territorio russo. Due battaglioni del reggimento ed elementi del 1032º Battaglione logistico della divisione sono stati circondati presso Sudža dalle forze ucraine, in particolare della 22ª Brigata meccanizzata, subendo gravissime perdite, fra cui il maggiore Ruslan Grudinkin, e numerosi prigionieri. Il 1428º Reggimento subordinato alla divisione è stato impiegato in un contrattacco presso il villaggio di Machovka, a sud di Sudža, venendo respinto. Nei giorni successivi oltre 200 militari dei due reggimenti, ritiratisi a est di Sudža, si sono arresi in massa alle forze ucraine. All'inizio di novembre il resto della divisione, rimasto schierato nel settore di Kreminna, è stato impiegato all'offensiva in direzione di Lyman insieme alla 67ª Divisione fucilieri motorizzata. In particolare il 283º Reggimento della divisione è stato respinto dalla 60ª e dalla 66ª Brigata meccanizzata, subendo diverse perdite durante un assalto verso il villaggio di Terny. Gli sforzi offensivi delle due divisioni sono continuati anche nelle settimane successive, senza riuscire però a occupare l'insediamento. Nel febbraio 2025 il 254º Reggimento, insieme al 752º Reggimento della 3ª Divisione fucilieri motorizzata, è riuscito a occupare il villaggio di Nadija, riconquistato però il mese successivo dalla 3ª Brigata d'assalto ucraina.
Il 25 luglio 2025 il comandante della divisione, maggior generale Aleksandr Zjuba, è stato insignito del titolo massimo di Eroe della Federazione Russa.

## Struttura
- Comando di divisione[57]
- 254º Reggimento fucilieri motorizzato delle guardie "Aleksandr Matrosov" (unità militare 91704)
  - 1º Battaglione fucilieri motorizzato
  - 2º Battaglione fucilieri motorizzato
  - 3º Battaglione fucilieri motorizzato
  - Battaglione corazzato (T-72BA)
  - Battaglione artiglieria campale (2A65 Msta-B)
  - Battaglione artiglieria missilistica contraerei (9K35 Strela-10 e 2K22 Tunguska)
  - Unità di supporto
- 283º Reggimento fucilieri motorizzato (unità militare 75281)
  - 1º Battaglione fucilieri motorizzato
  - 2º Battaglione fucilieri motorizzato
  - 3º Battaglione fucilieri motorizzato
  - Battaglione corazzato (T-90M e T-62MV)
  - Battaglione artiglieria semovente
  - Unità di supporto
- 488º Reggimento fucilieri motorizzato delle guardie "Sinferopoli-Sergo Ordžonikidze" (unità militare 12721)
  - 1º Battaglione fucilieri motorizzato
  - 2º Battaglione fucilieri motorizzato
  - 3º Battaglione fucilieri motorizzato
  - Battaglione corazzato (T-72B3)
  - Battaglione artiglieria semovente (2S1 Gvozdika)
  - Battaglione artiglieria missilistica contraerei (9K35 Strela-10 e 2K22 Tunguska)
  - Unità di supporto
- 59º Reggimento corazzato delle guardie "Lublino" (unità militare 94018)
  - 1º Battaglione corazzato (T-72B)
  - 2º Battaglione corazzato (T-72B)
  - 3º Battaglione corazzato (T-72B)
  - Battaglione fucilieri motorizzato
  - Battaglione artiglieria campale (2A65 Msta-B)
  - Battaglione artiglieria missilistica contraerei (9K35 Strela-10 e 2K22 Tunguska)
  - Unità di supporto
- 856º Reggimento artiglieria semovente delle guardie "Kobryn" (unità militare 23857)
  - 1º Battaglione artiglieria semovente (2S19 Msta-S)
  - 2º Battaglione artiglieria semovente (2S19 Msta-S)
  - Battaglione artiglieria lanciarazzi (9K51 Tornado-G)
  - Unità di supporto
- 1259º Battaglione artiglieria controcarri (MT-12 Rapira e 9K114 Šturm)
- 673º Battaglione missilistico contraereo (9K33 Osa) (unità militare 53821)
- 340º Battaglione genio
- 148º Battaglione ricognizione (unità militare 23872)
- 686º Battaglione comunicazioni
- 1032º Battaglione logistico (unità militare 14370)
- 150º Battaglione medico
- Compagnia comando
- Compagnia guerra elettronica
- Compagnia UAV
- Compagnia difesa NBC

## Comandanti
- Maggior generale Valerij Gerasimov (1993 - 1995)
- Colonnello Vladimir Nosarev[58]
- Maggior generale Vitalij Slepcov (2019 - 2022)[59]
- Maggior generale Oleg Cokov (2022)
- Colonnello Aleksej Poljakov (2022 - 2024)
- Colonnello Vasilij Popov (2024)[60]
- Maggior generale Aleksandr Zjuba (2024 - in carica)[56]